# Gertrud Pfister
Gertrud Pfister (* 12. Dezember 1945) ist eine deutsche Sportwissenschaftlerin und -historikerin sowie Sachbuchautorin.

## Leben
Nach dem Studium von Latein und Geschichte an der Ludwig-Maximilians-Universität München und dem Examen als Staatlich geprüfte Skilehrerin promovierte sie zum Dr. phil. in Regensburg in Alter Geschichte. Horst Ueberhorst holte sie als Assistentin im Sport an die Ruhr-Universität Bochum, wo sie 1980 auch in Sportsoziologie zum Dr. rer. pol. promoviert wurde, ehe sie 1981 einen Ruf an die PH Berlin / FU Berlin auf eine Professur für Sportwissenschaft mit dem Schwerpunkt Sportgeschichte/Sportsoziologie folgte. 1986 habilitierte sie zudem an der Ruhr-Universität in Sportwissenschaft. Im Jahr 2001 wechselte sie auf einen Lehrstuhl für Sportwissenschaft an der Universität Kopenhagen. Ihr Arbeitsschwerpunkt liegt in der Geschichte und Soziologie des Frauensports. Hierbei hat sie sich sowohl mit Sportlerinnen als auch mit Sportfunktionärinnen und Sportwissenschaftlerinnen auseinandergesetzt. Von 1996 bis 2007 war Gertrud Pfister Vizepräsidentin Gesellschaftspolitik des Deutschen Turner-Bundes. Ihr Motto : „Das Alte betrachten, um das Aktuelle zu beeinflussen“.

## Veröffentlichungen (Auswahl)
Gertrud Pfister hat über 20 Bücher und 250 Beiträge veröffentlicht, die vor allem in Fachkreisen Beachtung finden.
- Geschlechtsspezifische Sozialisation und Koedukation im Sport. mit 33 Abbildungen und 67 Tabellen. (Habil.-Schr., 1981), Bartels und Wernitz, Berlin 1983 ISBN 3870390646 ISBN 9783870390648
- Goldmädel, Rennmiezen, Turnkücken. Die Darstellung der Frau in der Sportberichterstattung der BILD-Zeitung. mit Marie-Luise Klein; Bartels und Wernitz, Berlin 1985 ISBN 9783870390747
- Zurück zur Mädchenschule? Beiträge zur Koedukation. Centaurus, Pfaffenweiler 1988 ISBN 9783890852263
- Fliegen – Ihr Leben: Die ersten Pilotinnen. Orlanda Frauenverlag, Berlin 1989 ISBN 9783922166498
- Spiele der Welt im Spannungsfeld von Tradition und Moderne. Academia, Sankt Augustin 1996 ISBN 3883458988
- Sport im Lebenszusammenhang von Frauen. Ausgewählte Themen. Karl Hofmann, Schorndorf 1999 ISBN 9783778009048
- Frauen und Sport in der DDR. Sport und Buch Strauß, Köln 2002 ISBN 3890013686
- Dieter H. Jütting, Michael Krüger (Hrsg.): Sport für alle. Idee und Wirklichkeit. (Beitrag) S. 233 ff. Waxmann, Münster/New York 2013 ISBN 978-3-8309-3586-5

## Ehrungen
- 1981 Mitglied des Wiss. Beirats des Niedersächsischen Instituts für Sportgeschichte
- 1983 Vorsitzende des Forums für Sportgeschichte
- 1991–1996 Mitglied des Vorstandes der Deutschen Vereinigung für Sportwissenschaft
- 1993–2000 Präsidentin der International Society of the History of Sport (ISHPES)
- 1994 Aufnahme als International Fellow in die National Academy of Kinesiology
- 1996–2007 Vizepräsidentin des Deutschen Turner-Bundes
- 2000 Bundesverdienstkreuz am Bande
- 2003–2008 Präsidentin der  International Association of Sport Sociology
- 2007 Dr. h. c. Semmelweis-Universität Budapest
- 2013 Els-Schröder-Preis des Deutschen Turner-Bundes.[3]
- 2013 Dr. h. c. Malmö University
- 2016 Verdienstkreuz 1. Klasse